# Мгинский переулок
Мги́нский переулок — переулок в Приморском районе Санкт-Петербурга. Проходит от Афонской улицы до Первомайского проспекта. Застроен деревянными домами.

## История
Изначально переулок назывался Никольским (название известно с 1900 года) и проходил от Главной улицы. Современное название переулок получил 27 февраля 1941 года по посёлку Мга.
16 августа 2018 года в состав Мгинского переулка включён участок Главной улицы от Поклонногорской улицы до Афонской улицы.

## Транспорт
Ближайшие к Мгинскому переулку станции метро — «Удельная» и «Озерки».

## Пересечения
- Афонская улица;
- 2-я Утиная улица;
- Первомайский проспект.